# سیمین‌شهر
سیمین‌شهر شهری در بخش گلدشت شهرستان گمیشان استان گلستان ایران است.
شهر سیمین‌شهر با جمعیتی بالغ بر ۱۷٬۲۰۵ نفر و با وسعت ۶ کیلومتر مربع در شمال غربی استان گلستان و در ۴۵ کیلومتری مرکز آن قرار دارد. این شهر طبق مصوبه هیئت دولت به تاریخ ۱۳۸۱/۷/۸ از تجمیع ۳ روستای بُناور، قارقی و کتوک تشکیل گردید. ساکنان این شهر ترکمن و زبان رایج آنها ترکمنی است. اکثر مردم آن دامدار و کشاورزند و مذهب آنان سنی از شاخه حنفی است.
گرگان‌رود از میان سیمین‌شهر می‌گذرد و این شهر دارای یک پل چوبی بود که به دلیل احداث پل جدید این پل تخریب شد. این شهر همچنین دارای یک میدان نیمه‌ساخته‌است.
شغل عمده مردمان این شهر کشاورزی و دامپروری می‌باشد و اندکی از مردم به کار صیادی در دریا مشغول هستند. وجود شهرک صنعتی در ورودی شهر با داشتن کارگاه‌ها و کارخانجات تولیدی مختلف باعث اشتغال بخشی از مردم گردیده‌است. وجود شنبه‌بازار از نظر اقتصادی و اجتماعی رونق خاصی به این شهر بخشیده‌است. زنان نیز به تولید صنایع دستی همچون قالی، قالیچه، گلیم و سوزن‌دوزی مشغولند. وجود ساختمان‌های قدیمی با قدمتی بیش از ۱۰۰ سال، زیارتگاه بهاءالدین نقشبندی در ۸ کیلومتری جنوبی شهر و همچنین زیارتگاه آشور شیخ در قسمت شمال شرقی شهر و وجود مراتع سرسبز در حواشی از جلوه‌های شهر محسوب می‌گردد.
این شهر گازکشی شده و کتابخانه‌ای دارد به نام کتابخانه مختوم‌قلی فراغی.

## پیشینه
تپه قارقی و سولی‌تپه از تپه‌های باستانی ثبت‌شده محله قارقی سیمین‌شهر و تپه قوشه‌جه منطقه‌ای قدیمی در روستای کتوک است.
روستای بُناوَر که یکی از سه روستای تشکیل‌دهنده این شهر است، در قدیم امچلی نامیده می‌شد. امچه در ترکمنی به معنی ریشه و بُن درخت است و چون در زیر خاک این محل تنه و کُنده درخت فراوان بوده آن را امچلی یا به فارسی بُن‌آور/بناور نامیدند.
ترکمن‌صحرا از قدیم به دو ناحیه آتابای و جعفربای تقسیم می‌شد و بناور از روستاهای عمده جعفربای به‌شمار می‌آمد و محلات آن در دو سوی گرگان‌رود قرار داشت. بناور در حدود سال ۱۳۱۴ خورشیدی با دو روستای اطراف خود یعنی قارقی و کتوک نزدیک به ۵ هزار نفر جمعیت داشت. در نزدیکی این محل تپه‌ای وجود دارد به نام عاشورشیخ که سپس گورستان شد. شایع است که از این محل صندلی از سنگ مرمر با پایه‌های کوتاه که یک پایه آن‌هم شکسته بوده به‌دست آمده‌است.
سیمین‌شهر در جنوب شرق گُمیشان (گُمیش‌تپه) واقع شده و از آنجا که گمیش در زبان ترکمنی به معنای سیم و نقره است ممکن است نام‌گذاری سیمین‌شهر به این پیشینه مرتبط باشد.

## فرهنگ
این شهر را به عنوان مرکز کشتی الیش ایران می‌شناسند و در سال‌های گذشته قهرمانی چون ارازقلی دهقان (ارجان پهلوان)، یعقوب کر، عبدالله ایری در این رشته از این محل مطرح بوده‌اند.
این شهر زادگاه بخشی (نوازنده موسیقی سنتی ترکمن) نامداری به نام قزاق پنق می‌باشد.
این مکان زیستگاه افرادی چون تایجان آخوند محمدی قره‌جه و نیازمحمد آخوند حنفی بوده‌است که مؤسس دو حوزه علمیه عرفانی در این محل بوده‌اند.

## فضای سبز
فضای سبز این شهر در محلهٔ قارقی کنار رود گرگان و پل قارقی ایست قرار دارد. این فضای سبز در سال ۱۳۸۲ شمسی به عنوان پارک توسط شهرداری و زمین وقف شده توسط آقای شیر محمدی احداث شد که پس از چند هفته به دلیل شکایات و گله مندی از کودکان و شلوغی و مزاحمت شهرداری مجبور به جمع‌آوری وسایل پارک شد. به این موجب محوطه مذکوره به مدت یک الی دو سال خالی ماند شهردار دوره بعد تصمیم به تبدیل این محوطه به فضای سبز شد و به همت شهردار و مأموران شهرداری، با کاشتن درخت و آبیاری درختان در مدت کمی این محوطه تبدیل به فضای سبز شد و به دلیل زیبایی خوش منظره بودن این فضای سبز اهالی سیمین شهر و روستاهای حومه در عروسی‌ها، عروس و داماد را قبل از بردن به خانه بخت به این پارک می‌آورند و فیلمبرداری و عکسبرداری می‌کنند.

## جمعیت
بر پایه سرشماری عمومی نفوس و مسکن در سال ۱۳۹۵ جمعیت این مکان ۱۷٬۲۰۵ نفر (۴٬۴۹۳ خانوار) بوده‌است.